# Apollina
Apollina, Apolina – imię żeńskie pochodzenia greckiego, od imienia boga Apollona. Patronką tego imienia jest św. Apollina, zm. w 249 roku w Aleksandrii. 
Apollina imieniny obchodzi 21 kwietnia.